# Ла-Кот-Сент-Андре
Ла-Кот-Сент-Андре (фр. La Côte-Saint-André) — коммуна во Франции, входит в состав кантона Кот-Сент-Андре, департамента Изер, региона Рона — Альпы. Округ коммуны — Вьенн.
Код INSEE коммуны — 38130. Население коммуны на 2009 год составляло 5076 человек. Населённый пункт находится на высоте от 335 до 582 метров над уровнем моря. Муниципалитет расположен на расстоянии в 450 км к юго-востоку от Парижа, 55 км к юго-востоку от Лиона, 45 км к северо-западу от Гренобля. Мэр коммуны — Лявердюр, Жаки, учитель математики, мандат действует на протяжении 2008—2014 гг.
Динамика населения (INSEE):

## Культура и образование
- Фестиваль Гектора Берлиоза. С 1994 года, каждый год, в конце августа в городе проходит фестиваль симфонической музыки, посвященный французскому композитору Гектору Берлиозу.